# 洛馬尤卡
洛馬尤卡（西班牙語：Loma Yuca），是巴拿馬的城鎮，位於該國西北部，由恩戈貝-布格雷特區的聖卡塔利納奧卡洛韋博拉區負責管轄，面積300.5平方公里，2010年人口544人，人口密度每平方公里1.8人。